# Bundesrealgymnasium und Bundesoberstufenrealgymnasium St. Pölten

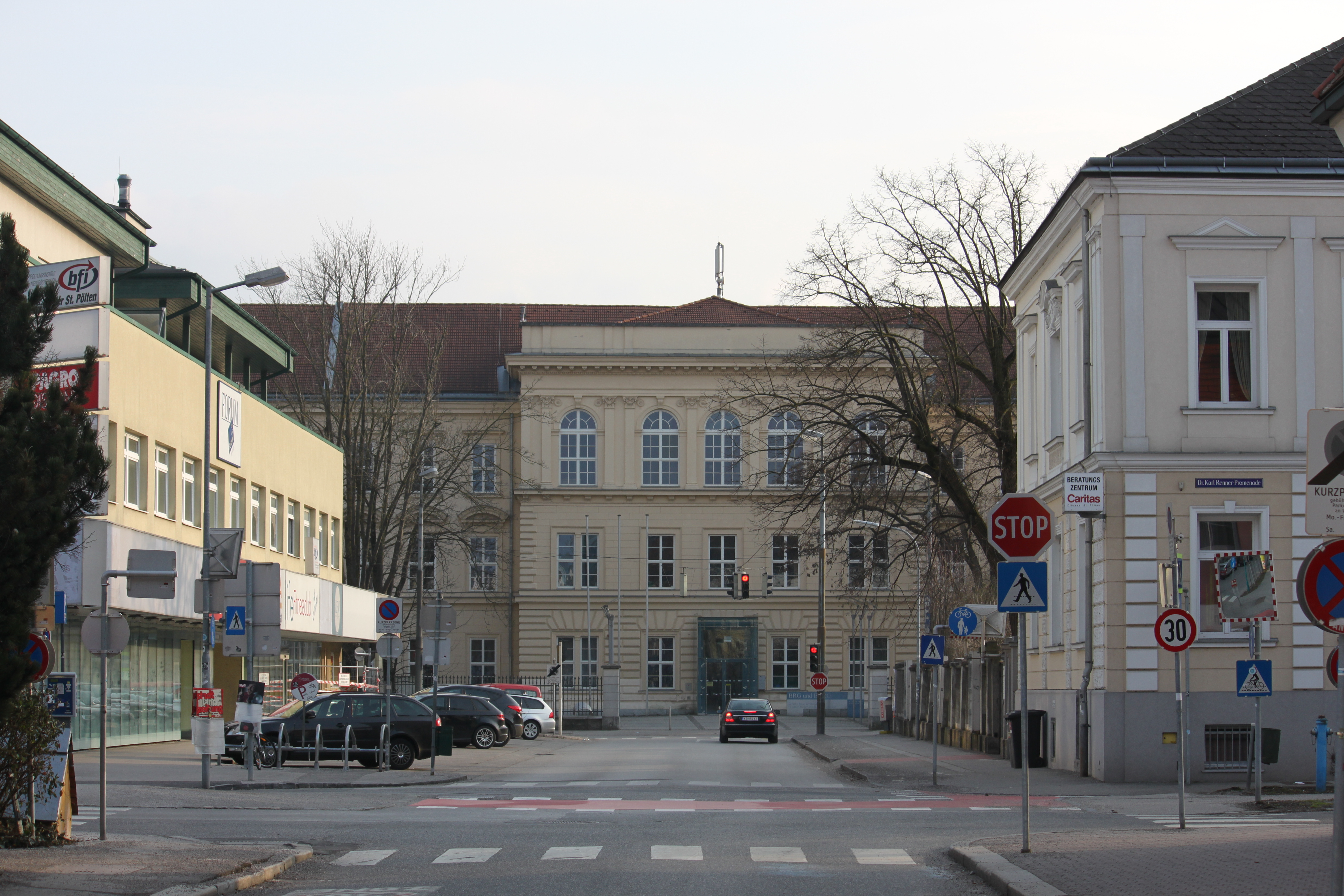
Mittelrisalit der Hauptfront

Das Bundesrealgymnasium und Bundesoberstufenrealgymnasium St. Pölten ist ein Bundesrealgymnasium und Bundesoberstufenrealgymnasium in der Stadt St. Pölten in Niederösterreich. Das Schulgebäude steht unter Denkmalschutz.

## Geschichte
Das Schulgebäude wurde von 1874 bis 1876 nach den Plänen des Architekten Ferdinand Zandra als Niederösterreichisches Landes-Lehrerseminar errichtet.

## Architektur
Der monumentale dreigeschoßige und dreiflügelige Gebäudekomplex steht etwas zurückgesetzt am Schulring und wurde im strengen Stil des Historismus erbaut. Der Mittelrisalit zeigt sich mit einer markant plastischen Putzgliederung der Neorenaissance. Hinter dem mit Pilastern gegliederten Foyer schließt ein zweiläufiges zweiarmiges Stiegenhaus an. Eine Inschrifttafel nennt das Baujahr 1875. Bei den Namenstafel zu den Gefallenen der beiden Weltkriege steht eine Pietà aus dem Jahr 1950.

## Leitung
- 1948–1953 Franz Palfinger
- 1953–1972 Franz Sigloch
- 1972–1973 F. Fischer
- 1973–1982 Walter Meindl
- 1983–1987 Otto Amon
- 1987–1988 Alfred Bannert
- 1988–1989 Johann Spielleitner
- 1989–2002 Herbert Rothländer
- 2002–2016 Hans Angerer
- 2016–2024 Gertrud Aumayr
- seit 2024 Martina Meysel

## Schüler
Lehrerbildungsanstalt St. Pölten
- Anton Bayr (1927–2020), Politiker
- Franz Erntl (1902–1990), Maler
- Wilhelm Franke (1901–1979), Schriftsteller
- Leopold Grünzweig (1923–2003), Politiker
- Erich Kalteis (1926–1993), Politiker
- Erich Kosler, (1915–2001), Politiker
- Friedrich Küffer (1911–2001), Maler
- Hermann Lechner (1924–2012), Politiker
- Karl Rummelhardt (1872–1930), Politiker
- Anton Scheiblin (1894–1967), Politiker
- Ernst Schoiber (1908–1990), Politiker
- Karl Seitz (1869–1950), Politiker und Wiener Bürgermeister
- Johann Sengstschmid (* 1936), Komponist
- Franz Stangler (1910–1983), Politiker
- Wilhelm Szabo (1901–1986), Dichter
- Johann Zach (1892–1978), Politiker

Gymnasium St. Pölten
- Andreas Brunner (* 1962), Historiker
- Ilona Tröls-Holzweber (* 1963), Politikerin
- Ernst Langthaler (* 1965), Historiker
- Philipp M. Schlüter (* 1978), Biologe und Hochschullehrer in Hohenheim
- Claudia Linzer (* 1979), Filmeditorin
- Martin Neubauer (* 1973), Schachspieler
- Friedrich Ofenauer (* 1973), Politiker
- Franz Sales Sklenitzka (* 1947), Schriftsteller
- Oliver Stummvoll (* 1995), Model